# Pseudorhaphitoma fuscescens
Pseudorhaphitoma fuscescens é uma espécie de gastrópode do gênero Pseudorhaphitoma, pertencente a família Mangeliidae.